# حسين أباد (صوغان)
حسین أباد (بالفارسية: حسین‌آباد 1) هي منطقة سكنية تقع في إيران في قسم صوغان الريفي. يقدر عدد سكانها بـ 19 نسمة .